# 2. Ukrán Front
A 2. Ukrán Front (oroszul: Второй Украинский фронт) egy szovjet hadseregcsoport szintű szovjet katonai alakulat volt a második világháborúban. Rogyion J. Malinovszkij hadseregtábornok, később a Szovjetunió marsallja parancsnoksága alatt tevékenyen részt vett az 1944–1945. évi magyarországi harcokban.

## A 2. Ukrán Front a Nagy Honvédő Háborúban
A 2. Ukrán Frontot 1943. október 20-án hozták létre a Sztyeppi Frontból. A Front fennállásától fogva aktívan részt vett a Dnyeper menti harcokban. Ezek után az alakulat harcolt az 1944 nyári Bagratyion hadműveletben, amely Fehéroroszország felszabadítását eredményezte.

## A 2. Ukrán Front a Magyarország területén folyó harcokban

### Harcok Erdélyben

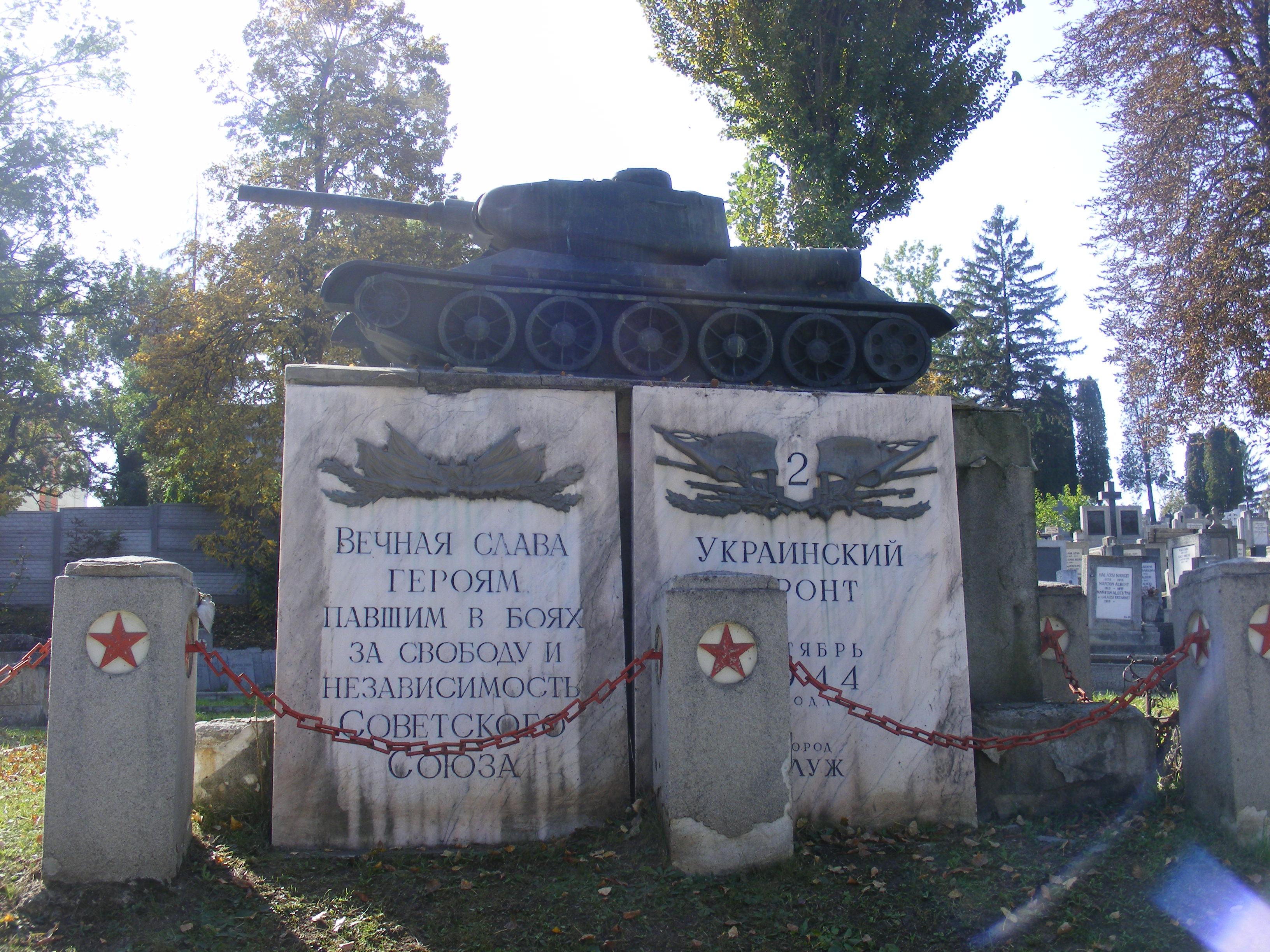
Emlékmű a 2. Ukrán Front elesett katonáinak tiszteletére Kolozsvárott, a Házsongárdi temetőben

1944. augusztus 26-án a 2. Ukrán Front alárendeltségébe tartozó 7. gárdahadsereg lövészcsapatai, a 23. harckocsihadtest 34 páncélosa és az 5. gárda-lovashadtest erői az Úz völgyénél és a tőle északra lévő Csobányos völgyében átlépték a történelmi Magyarország határát és hat km mélységben betörtek az ország területére. Malinovszkij hadseregtábornok, a Front parancsnoka hadműveleti javaslatokat terjesztett fel a Sztavkának. A szovjet hadvezetés lényegében jóváhagyta a frontparancsnok javaslatát és szeptember 5-én direktívájában megparancsolta, hogy a 2. Ukrán Front főerői hatoljanak be Erdélybe egészen a Szatmárnémeti–Kolozsvár–Déva–Szörényvár vonalig. A szovjetek úgy gondolták, hogy ezzel jelentős segítséget nyújthatnak a Keleti-Kárpátokban elakadt 4. Ukrán Front, amelynek Csehszlovákia felé kellett volna előrenyomulnia. A továbbiakban a 2. Ukrán Front főerőinek a Tisza irányába támadva el kellett érniük a Nyíregyháza – Szeged vonalat

### Az alföldi páncéloscsata
A 2. Ukrán Front 1944. október 6-án elérte az Alföldet, így megkezdődött az alföldi páncéloscsata október 12-ig tartó nagyváradi szakasza. A szovjet csapatok október 13-án betörtek Debrecenbe, tehát innen számítjuk az alföldi páncéloscsata debreceni szakaszát, amely 19-éig, a csata harmadik, nyírségi szakasza pedig október 20-tól 28-ig tartott. A 2. Ukrán Front az alföldi páncéloscsata alatt összesen 117 360 főt vesztett, amely a csata előtti állományának 13%-a.

### Budapest ostroma

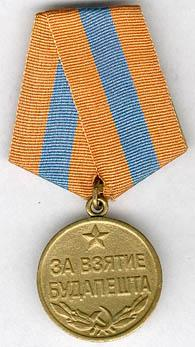
A Budapest elfoglalásában részt vett katonáknak kiosztott Budapest Bevételéért emlékérem (За взятие Вчдапешта)

Ezután a 2. Ukrán Front október végén már Budapestig küzdötte magát. A Budapest elleni támadást megelőzően Lev Z. Mehlisz vezérezredesnek, a 4. Ukrán Front parancsnoka politikai helyettesének jelentése előzte meg:
A frontunkkal szemben álló 1. magyar hadsereg egységei a széthullás és demoralizálódás állapotában vannak. Csapataink naponta 1000-1500-2000, néha még több foglyot ejtenek…a katonák csapatokba verődve barangolnak az erdőkben, egy részük fegyverrel, más részük fegyver nélkül, sokan civil ruhába öltözve
Sztálin emiatt figyelmen kívül hagyta Antonov tábornoknak, a Vörös Hadsereg vezérkari főnökének tájékoztatóját, mely szerint Mehlisz jelentései nem fedik az általános helyzetet, és csak az 1. magyar hadseregre érvényesek. Érdemes idézni ezzel kapcsolatban Sztálinnak Malinovszkij marsallal, a 2. Ukrán Front parancsnokával folytatott telefonbeszélgetését:
Sztálin: Mielőbb, pontosabban a napokban el kell foglalni Magyarország fővárosát, Budapestet. Ez feltétlenül szükséges. Képes Ön erre?
Malinovszkij: Ez a feladat öt nap múlva teljesíthető, miután megérkezik a 46. hadsereghez a 4. gárda-gépesítetthadtest…
Sz: A főhadiszállás nem adhat Önnek öt napot. Értse meg, hogy politikai megfontolásokból a lehető
leggyorsabban el kell foglalnunk Budapestet.
M: Tökéletesen megértem, hogy Budapest elfoglalása politikai meggondolásokból sürgős. De meg kell várni a 4. gárda-gépesítetthadtest beérkezését. Csak ebben az esetben számíthatunk sikerre.
Sz: Nem egyezhetünk bele a támadás öt nappal való elhalasztásába. Haladéktalanul meg kell kezdenie a Budapest elleni támadást.
M: Ha ön most öt napot ad nekem, akkor a következő napokban öt napon belül elfoglalom Budapestet. De ha nyomban támadásba megyek át, a 46. hadsereg – minthogy erői nem elégségesek – nem képes gyorsan kifejleszteni a csapást, elkerülhetetlenül hosszas harcokba fog keveredni a magyar fővároshoz vezető utakon. Vagyis képtelen lesz elfoglalni Budapestet.
Sz: Ön feleslegesen makacskodik. Nem érti meg a Budapest irányába haladéktalanul mérendő csapás politikai szükségességét.
M: Megértem Budapest elfoglalásának teljes politikai fontosságát, és ezért kérek öt napot.
Sz: Határozottan megparancsolom önnek: holnap indítson támadást Budapest ellen!
Ez a telefonbeszélgetés határozta meg, hogy Budapest ostroma 5 helyett végül 106 napig tartott.
A csata 1944. október 29-én kezdődött meg, az „I. szovjet kísérlet Budapest ellen” elnevezésű hadművelettel, amely végül november 4-ig tartott a 2. Ukrán Front 46. hadseregének, és a 2., továbbá az időközben beérkezett 4. gárda-gépesítetthadtest részvételével; ahogy Malinovszkij marsall megjósolta, a támadás kudarcba fulladt.
A „II. szovjet kísérlet Budapest ellen” (november 6–27.) már a főváros észak-északkeletről és délről frontális támadással történő elfoglalása, valamint Észak-Magyarország birtokbavételét célozta. Mivel ebben a támadásban a 2. Ukrán Front már jóval nagyobb erőkkel vett részt (7. gárdahadsereg, 27. és 53. hadsereg, 2. és 4. gárda-gépesítetthadtest, 1. gárda lovas-gépesített csoport), a kísérlet részben sikeres volt, bár nem érte el a kívánt hatást.
A III. szovjet kísérlet (november 29.–december 10.) keretében a szovjet 46. hadsereg átkelt a Dunán Budapesttől délre, Ercsi körzetében (hatalmas veszteségeket szenvedve), továbbá a Front további részei megkezdték a főváros bekerítését. A körülzárás végül nem valósult meg. December 10–15 között a Front kötelékébe tartozó 7. gárdahadsereg megkísérelte áttörni az Attila-I vonalat – sikertelenül.
A IV. kísérlet keretében a szovjetek sikeresen bekerítik Budapestet és elfoglalják Buda külterületét. 1945. január 1. és 9. között a Front nagy veszteségekkel elfoglalja Pest külső kerületeit, majd 9-étől 15-éig a Nagykörút vonaláig nyomul előre. Január 16-ától 18-áig a 2. Ukrán Front sikeresen elfoglalja Pest belső területeit, így a főváros keleti oldalát teljesen ellenőrzése alá vonta

## A 2. Ukrán Front a magyarországi harcok után
A 2. Ukrán Front alakulatai jelentős szerepet játszottak Prága elfoglalásában.
A prágai győzelem után a 2. Ukrán Front 46. hadserege csatlakozott a Bécset támadó 3. Ukrán Front erőihez. Malinovszkij marsall csapatai nem játszottak meghatározó szerepet Bécs ostromában, a győzelem Fjodor Tolbuhin marsallnak, a 3. Ukrán Front parancsnokának tulajdonítható.
A bécsi hadművelet után a 2. Ukrán Front nem vett részt több jelentős csatában a II. világháború folyamán.

## A 2. Ukrán Front vezérkara

### Frontparancsnokok
- Ivan Sz. Konyev hadseregtábornok (1944 februárjától a Szovjetunió marsallja) 1943. július (október 20-ig Sztyeppi Front) – 1944. május
- Rogyion J. Malinovszkij hadseregtábornok (1944 szeptemberétől a Szovjetunió marsallja) 1944. május – 1945. május

### A Front vezetésében jelentős szerepet játszó tábornokok
- M. V. Zaharov vezérezredes, a Front törzsfőnöke, 1943. október – 1945. május
- M. M. Sztahurszkij vezérőrnagy (1944 szeptemberétől altábornagy) a haditanács tagja
- I. Z. Szuszajkov, a harckocsicsapatok altábornagya (1944 szeptemberétől vezérezredese) a haditanács tagja, 1943. október – 1945. március
- A. N. Tyevcsenkov vezérőrnagy, a haditanács tagja, 1945. március - május[13]

## A 2. Ukrán Front hadrendje 1944. szeptember 1-jén
- Parancsnok: R. J. Malinovszkij hadseregtábornok
- Törzsfőnök: M. V. Zaharov vezérezredes
- A haditanács tagja: M. M. Sztahurszkij vezérőrnagy
- A haditanács tagja: I. Z. Szuszajkov, a harckocsicsapatok altábornagya

- 4. gárdahadsereg (I. V. Galanyin altábornagy)
  - 20. gárda-lövészhadtest
    - 5. gárda légideszant-hadosztály
    - 7. gárda légideszant-hadosztály
    - 41. gárda-lövészhadosztály
    - 80. gárda-lövészhadosztály

  - 78. lövészhadtest
    - 31. lövészhadosztály
    - 84. lövészhadosztály
    - 252. lövészhadosztály

  - 123. ágyús tüzérdandár
  - 438. páncéltörő tüzérezred
  - 452. páncéltörő tüzérezred
  - 1322. páncéltörő tüzérezred
  - 466. aknavető-ezred
  - 493. aknavető-ezred
  - 56. műszaki dandár

- 7. gárdahadsereg (M. Sz. Sumilov vezérezredes)
  - 24. gárda-lövészhadtest
    - 72. gárda-lövészhadosztály
    - 81. gárda-lövészhadosztály
    - 6. lövészhadosztály

  - 25. gárda-lövészhadtest
    - 6. gárda légideszant-hadosztály
    - 36. gárda-lövészhadosztály
    - 53. lövészhadosztály

  - 227. lövészhadosztály
  - 41. gárda ágyús tüzérdandár
  - 114. gárda páncéltörő tüzérezred
  - 115. gárda páncéltörő tüzérezred
  - 263. aknavető-ezred
  - 5. légvédelmi tüzérhadosztály (négy légvédelmi tüzérezred)
  - 162. gárda légvédelmi tüzérezred
  - 38. önálló páncélvonat-zászlóalj
  - 60. műszaki dandár
  - 4. önálló lángszórós-zászlóalj

- 27. hadsereg (Sz. G. Trofimenko altábornagy, 1944. szeptember 13-tól vezérezredes)
  - 35. gárda-lövészhadtest
    - 3. gárda légideszant-hadosztály
    - 93. gárda-lövészhadosztály
    - 180. lövészhadosztály

  - 33. lövészhadtest
    - 78. lövészhadosztály
    - 202. lövészhadosztály
    - 337. lövészhadosztály

  - 104. lövészhadtest
    - 4. gárda légideszant-hadosztály
    - 163. lövészhadosztály
    - 206. lövészhadosztály

  - 11. tüzérhadosztály (három tüzérhadosztály)
  - 16. áttörő tüzérhadosztály (hat tüzérdandár)
  - 27. ágyús tüzérdandár
  - 30. páncéltörő tüzérdandár
  - 34. páncéltörő tüzérdandár
  - 881. páncéltörő tüzérezred
  - 1669. páncéltörő tüzérezred
  - 480. hegyi aknavető-ezred
  - 492. aknavető-ezred
  - 9. légvédelmi tüzérhadosztály részei (két légvédelmi tüzérezred)
  - 225. gárda légvédelmi tüzérezred
  - 249. légvédelmi tüzérezred
  - 459. légvédelmi tüzérezred
  - 27. gárda-harckocsidandár (T-34/85 harckocsik)
  - 14. rohamutász-dandár
  - 43. műszaki dandár
  - 3. önálló lángszórós zászlóalj
  - 27. önálló lángszórós zászlóalj

- 40. hadsereg (F. F. Zsmacsenko altábornagy)
  - 50. lövészhadtest
    - 133. lövészhadosztály
    - 240. lövészhadosztály

  - 51. lövészhadtest
    - 42. gárda- lövészhadosztály
    - 38. lövészhadosztály
    - 232. lövészhadosztály

  - 54. megerődített körlet
  - 159. megerődített körlet
  - 153. ágyús tüzérdandár
  - egy hadrendi szám nélküli önálló tüzérezred
  - 680. páncéltörő tüzérezred
  - 10. hegyi aknavető-ezred
  - 9. légvédelmi tüzérhadosztály részei (két légvédelmi tüzérezred)
  - 34. önálló páncélvonat-zászlóalj
  - 4. műszaki dandár
  - 21. önálló lángszórós-zászlóalj
  - 176. önálló hátilángszórós-század

- 52. hadsereg (K. A. Korotyejev altábornagy, 1944. szeptember 13-tól vezérezredes)
  - 21. gárda-lövészhadtest
    - 62. gárda-lövészhadosztály
    - 69. gárda-lövészhadosztály
    - 254. lövészhadosztály

  - 48. lövészhadtest
    - 50. lövészhadosztály
    - 111. lövészhadosztály
    - 213. lövészhadosztály

  - 73. lövészhadtest
    - 116. lövészhadosztály
    - 294. lövészhadosztály
    - 373. lövészhadosztály

  - 145. ágyús tüzérdandár
  - 97. nehéz tarackos tüzérdandár
  - 2. páncéltörő tüzérdandár
  - 11. páncéltörő tüzérdandár
  - 315. gárda páncéltörő tüzérezred
  - 301. páncéltörő tüzérezred
  - 490. aknavető-ezred
  - 38. légvédelmi tüzérhadosztály (négy légvédelmi tüzérezred)
  - 25. önálló harckocsiezred (valószínűleg T-34 harckocsik)
  - 697. önálló tüzérezred (SZU-76 önjáró lövegek)
  - 1458. önjáró tüzérezred (SZU-76 önjáró lövegek)
  - 58. műszaki dandár

- 53. hadsereg (I. M. Mangarov altábornagy)
  - 49. lövészhadtest
    - 1. gárda légideszant-hadosztály
    - 110. gárda-lövészhadosztály
    - 375. lövészhadosztály

  - 57. lövészhadtest
    - 203. lövészhadosztály
    - 228. lövészhadosztály
    - 243. lövészhadosztály

  - 75. lövészhadtest
    - 74. lövészhadosztály
    - 299. lövészhadosztály

  - 25. gárda-lövészhadosztály
  - 233. lövészhadosztály
  - 152. ágyús tüzérdandár
  - 31. páncéltörő tüzérdandár
  - 1316. páncéltörő tüzérezred
  - 461. aknavető-ezred
  - 54. műszaki dandár

- 6. harckocsihadsereg (1944. szeptember 12-étől 6. gárda-harckocsihadsereg; A. G. Kravcsenko, a harckocsicsapatok altábornagya, 1944. szeptember 12-étől vezérezredese)
  - 5. gárda-harckocsihadtest
    - 20. gárda-harckocsidandár
    - 21. gárda-harckocsidandár
    - 22. gárda-harckocsidandár
    - 6. gárda gépkocsizó lövészdandár
    - 375. gárda nehéz önjáró tüzérezred
    - 1462. önjáró tüzérezred
    - 1667. páncéltörő tüzérezred
    - 454. aknavető-ezred
    - 127. gárda-aknavető- (rakéta-sorozatvető) tüzérosztály
    - 1696. gárda légvédelmi tüzérezred
    - 80. motorkerékpáros-zászlóalj

  - 5. gépesített hadtest (1944. szeptember 12-étől 9. gárda-gépesítetthadtest)
    - 2. gépesített-dandár (majd 1944 októberétől 18. gárda-gépesítettdandár)
    - 9. gépesített-dandár (majd 1944 októberétől 30. gárda-gépesítettdandár)
    - 45. gépesített-dandár (majd 1944 októberétől 31. gárda-gépesítettdandár)
    - 233. harckocsidandár
    - 745. önjáró tüzérezred (majd 1944 októberétől 389. gárda önjáró tüzérezred)
    - 458. aknavető-ezred (majd 1944 októberétől 458. aknavető-ezred)
    - 35. gárda-aknavető- (rakéta-sorozatvető) tüzérosztály
    - 1700. légvédelmi tüzérezred (majd 1944 októberétől 388. gárda légvédelmi tüzérezred)
    - 64. motorkerékpáros-zászlóalj (majd 1944 októberétől 14. gárda motorkerékpáros-zászlóalj)

  - 18. harckocsihadtest
    - 110. harckocsidandár
    - 170. harckocsidandár
    - 181. harckocsidandár
    - 32. gépkocsizó lövészdandár
    - 363. gárda nehéz önjáró tüzérezred
    - 1438. önjáró tüzérezred
    - 1000. páncéltörő tüzérezred
    - 292. aknavető-ezred
    - 106. gárda-aknavető- (rakéta-sorozatvető) tüzérosztály
    - 1694. légvédelmi tüzérezred
    - 78. motorkerékpáros-zászlóalj

  - 6. önjáró tüzérdandár (SZU-76 önjáró lövegek)
  - 49. gárda nehézharckocsi-ezred (ISZ–2 nehézharckocsik)
  - 156. önálló harckocsiezred
  - 364. gárda nehéz önjáró tüzérezred
  - 4. motorkerékpáros-ezred
  - 22.gépkocsizó műszaki dandár

- 5. légi hadsereg (Sz. K. Gorjunov, a légierő vezérezredese)
  - 2. csatarepülő-hadtest
    - 7. gárda csatarepülő-hadosztály
    - 231. csatarepülő-hadosztály

  - 3. gárda vadászrepülő-hadtest
    - 13. gárda vadászrepülő-hadosztály
    - 14. gárda vadászrepülő-hadosztály

  - 218. bombázórepülő-hadosztály
  - 10. gárda csatarepülő-hadosztály
  - 279. vadászrepülő-hadosztály
  - 312. éjjeli bombázórepülő-hadosztály
  - 511. felderítő repülőezred
  - 207. tüzérségi felderítő repülőezred
  - 714. önálló összekötő repülőezred
  - 95. szállítórepülő-ezred
  - 18. (polgári) személyszállító repülőezred
  - 1562. légvédelmi tüzérezred
  - 1681. légvédelmi tüzérezred
  - 1975. légvédelmi tüzérezred

- Front-közvetlen alakulatok
  - 27. gárda-lövészhadtest
    - 214. lövészhadosztály
    - 297. lövészhadosztály
    - 409. lövészhadosztály
    - 303. lövészhadosztály

  - 4. gárda-lovashadtest
    - 9. gárda-lovashadosztály (benne a 128. harckocsiezred)
    - 10. gárda-lovashadosztály (benne a 134. harckocsiezred)
    - 30. lovashadosztály (benne a 151. harckocsiezred)
    - 1815. önjáró tüzérezred (SzU-76 önjáró lövegek)
    - 152. gárda páncéltörő tüzérezred
    - 4. önálló gárda páncéltörő tüzérosztály
    - 68. gárda-aknavető- (rakéta-sorozatvető) tüzérosztály
    - 12. gárda aknavető-ezred
    - 255. légvédelmi tüzérezred

  - 5. gárda-lovashadtest
    - 11. gárda-lovashadosztály (benne a 71. harckocsiezred)
    - 12. gárda-lovashadosztály (benne a 60. harckocsiezred)
    - 63. lovashadosztály
    - 1896. önjáró tüzérezred (SZU-76 önjáró lövegek)
    - 150. gárda páncéltörő tüzérezred
    - 5. önálló gárda páncéltörő tüzérosztály
    - 72. gárda-aknavető- (rakéta-sorozatvető) tüzérosztály
    - 9. gárda aknavető-ezred
    - 585. légvédelmi tüzérezred

  - 6. gárda-lovashadtest
    - 8. gárda-lovashadosztály (benne a 136. harckocsiezred)
    - 13. gárda-lovashadosztály (benne a 250. harckocsiezred)
    - 8. lovashadosztály (benne a 154. harckocsiezred)
    - 1813. önjáró tüzérezred (SZU-76 önjáró lövegek)
    - 142. gárda páncéltörő tüzérezred
    - 6. önálló gárda páncéltörő tüzérosztály
    - 47. gárda-aknavető- (rakéta-sorozatvető) tüzérosztály
    - 11. gárda aknavető-ezred
    - 1732. légvédelmi tüzérezred

  - 23. harckocsihadtest
    - 3. harckocsidandár
    - 39. harckocsidandár
    - 135. harckocsidandár
    - 56. gépkocsizó lövészdandár
    - 1443. önjáró tüzérezred
    - 1501. páncéltörő tüzérezred
    - 457. aknavető-ezred
    - 442. gárda-aknavető- (rakéta-sorozatvető) tüzérosztály
    - 1697. légvédelmi tüzérezred
    - 82. motorkerékpáros-zászlóalj

  - 1. „Tudor Vladimirescu” önkéntes hadosztály (román önkéntesekből)
  - 1. gyalogdandár (jugoszláv önkéntesekből)
  - 5. gárda áttörő tüzérhadosztály (hat tüzérdandár)
  - 98. nehéz tarackos tüzérdandár
  - 12. páncéltörő tüzérdandár
  - 22. páncéltörő tüzérdandár
  - 24. páncéltörő tüzérdandár
  - 331. különleges hatású önálló tüzérdandár
  - 6. gárda aknavető-hadosztály (három aknavetődandár)
  - 17. aknavető-ezred
  - 47. aknavető-ezred
  - 48. aknavető-ezred
  - 57. aknavető-ezred
  - 66. aknavető-ezred
  - 80. aknavető-ezred
  - 97. aknavető-ezred
  - 302. aknavető-ezred
  - 309. aknavető-ezred
  - 324. gárda aknavető-ezred
  - 328. gárda aknavető-ezred
  - 11. légvédelmi tüzérhadosztály (négy légvédelmi tüzérezred)
  - 26. légvédelmi tüzérhadosztály (négy légvédelmi tüzérezred)
  - 27. légvédelmi tüzérhadosztály (négy légvédelmi tüzérezred)
  - 30. légvédelmi tüzérhadosztály (négy légvédelmi tüzérezred)
  - 272. gárda légvédelmi tüzérezred
  - 257. légvédelmi tüzérezred
  - 622. légvédelmi tüzérezred
  - 10. önálló páncélvonat-zászlóalj
  - 25. önálló páncélvonat-zászlóalj
  - 61. önálló páncélvonat-zászlóalj
  - 85. sebesültszállító repülőezred
  - 1001. sebesültszállító repülőezred
  - 5. műszaki dandár
  - 27. gépkocsizó műszaki dandár
  - 1. pontonos műszaki dandár
  - 2. pontonos műszaki dandár
  - 8. nehéz pontonos műszaki ezred
  - 61. önálló műszaki zászlóalj
  - 72. önálló műszaki zászlóalj[14]